# الیسن برادشاو
 الیسن برادشاو (انگلیسی: Allison Bradshaw؛ زاده ۱۴ نوامبر ۱۹۸۰) یک تنیس‌باز اهل ایالات متحده آمریکا است.